# Waukesha
Waukesha – miasto w Stanach Zjednoczonych w stanie Wisconsin, w zespole miejskim Milwaukee-Waukesha.
Liczba mieszkańców w 2019 roku wynosiła ok. 72,3 tys.
W mieście rozwinął się przemysł elektromaszynowy, spożywczy oraz informatyczny.